# 2012年夏季奧林匹克運動會羽球比賽
2012年夏季奧林匹克運動會羽毛球比賽為第30屆夏季奧林匹克運動會的其中一項競賽項目，共產生五面金牌；賽事於2012年7月28日至8月5日在倫敦溫布利體育館舉行。

## 賽事資料

### 比賽安排
賽事包括：男子單打、女子單打、男子雙打、女子雙打及混合雙打五個項目，分為小組循環賽及淘汰賽兩部分。

### 參賽資格
本屆比賽的運動員總人數限額為172人，男、女選手各86人。

## 賽程
|          | 日期              | 開賽時間 | 比賽項目 | 比賽項目 | 比賽項目 | 比賽項目 | 比賽項目 |
| 男子單打 | 日期              | 開賽時間 | 女子單打 | 男子雙打 | 女子雙打 | 混合雙打 |          |
| -------- | ----------------- | -------- | -------- | -------- | -------- | -------- | -------- |
| 1        | 7月28日（星期六） | 09:00    | 小組初賽 | 小組初賽 | 小組初賽 | 小組初賽 | 小組初賽 |
| 2        | 7月29日（星期日） | 09:00    | 小組初賽 | 小組初賽 | 小組初賽 | 小組初賽 | 小組初賽 |
| 3        | 7月30日（星期一） | 09:00    | 小組初賽 | 小組初賽 | 小組初賽 | 小組初賽 | 小組初賽 |
| 4        | 7月31日（星期二） | 09:00    | 小組初賽 | 小組初賽 | 小組初賽 | 小組初賽 | 小組初賽 |
| 5        | 8月1日（星期三）  | 09:00    | 16強賽   | 16強賽   |          |          | 半準決賽 |
| 5        | 8月1日（星期三）  | 17:00    | 16強賽   | 16強賽   |          | 半準決賽 |          |
| 6        | 8月2日（星期四）  | 09:00    |          |          | 半準決賽 |          |          |
| 6        | 8月2日（星期四）  | 12:30    |          | 半準決賽 |          |          | 準決賽   |
| 6        | 8月2日（星期四）  | 17:00    | 半準決賽 |          |          | 準決賽   |          |
| 7        | 8月3日（星期五）  | 09:00    |          | 準決賽   |          |          | 決賽     |
| 7        | 8月3日（星期五）  | 13:30    | 準決賽   |          |          |          |          |
| 8        | 8月4日（星期六）  | 09:00    |          |          | 準決賽   | 決賽     |          |
| 8        | 8月4日（星期六）  | 13:30    |          | 決賽     |          |          |          |
| 9        | 8月5日（星期日）  | 09:00    | 決賽     |          | 決賽     |          |          |

## 各項成績
| 項目             | 金牌                                      | 银牌                                                      | 铜牌                                                               |
| 男子單打（詳細） | 林丹 · 中国（CHN）                        | 李宗偉 · 马来西亚（MAS）                                  | 谌龙 · 中国（CHN）                                                 |
| 男子雙打（詳細） | 蔡赟 · 中国（CHN） · 傅海峰 · 中国（CHN） | 瑪蒂亞斯·鮑伊 · 丹麦（DEN） · 卡斯騰·摩根森 · 丹麦（DEN） | 鄭在成 · 韩国（KOR） · 李龍大 · 韩国（KOR）                        |
| 女子單打（詳細） | 李雪芮 · 中国（CHN）                      | 王儀涵 · 中国（CHN）                                      | 塞娜·內維爾 · 印度（IND）                                          |
| 女子雙打（詳細） | 田卿 · 中国（CHN） · 趙芸蕾 · 中国（CHN） | 藤井瑞希 · 日本（JPN） · 垣岩令佳 · 日本（JPN）           | 瓦莱里亚·索罗金娜 · 俄罗斯（RUS） · 尼娜·维斯洛娃 · 俄罗斯（RUS）  |
| 混合雙打（詳細） | 张楠 · 中国（CHN） · 赵芸蕾 · 中国（CHN） | 徐晨 · 中国（CHN） · 马晋 · 中国（CHN）                   | 约金·费舍尔·尼尔森 · 丹麦（DEN） · 克里斯汀娜·彼德森 · 丹麦（DEN） |

## 獎牌榜
| 排名                     | 国家 / 地区              | 金牌 | 銀牌 | 銅牌 | 总计 |
| ------------------------ | ------------------------ | ---- | ---- | ---- | ---- |
| 1                        | 中国                     | 5    | 2    | 1    | 8    |
| 2                        | 丹麦                     | 0    | 1    | 1    | 2    |
| 3                        | 日本                     | 0    | 1    | 0    | 1    |
| 3                        | 马来西亚                 | 0    | 1    | 0    | 1    |
| 5                        | 印度                     | 0    | 0    | 1    | 1    |
| 5                        | 韩国                     | 0    | 0    | 1    | 1    |
| 5                        | 俄罗斯                   | 0    | 0    | 1    | 1    |
| 总计（共7个国家 / 地区） | 总计（共7个国家 / 地区） | 5    | 5    | 5    | 15   |

## 外部連結
- 官方网站（英文）
- 2012 London Olympic Games bwfbadminton.org （英文）